# I Campbell
I Campbell (The Campbells) è una serie televisiva britannica e canadese in 100 episodi trasmessi per la prima volta nel corso di 4 stagioni dal 1986 al 1990.
È una serie drammatica incentrata sulle vicende di James Campbell, un medico scozzese vedovo degli anni 1830 che vive nell'Alto Canada con i suoi tre figli, Neil, Emma e John.

## Personaggi e interpreti
- Dottor James Campbell (81 episodi, 1986-1990), interpretato da Malcolm Stoddard.
- Emma Campbell (81 episodi, 1986-1990), interpretata da Amber Lea Weston.
- John Campbell (79 episodi, 1986-1990), interpretato da Eric Richards.
- Neil Campbell (78 episodi, 1986-1990), interpretato da John Wildman.
- Thomas Sims (55 episodi, 1986-1990), interpretato da Cedric Smith.
- Harriet Sims (25 episodi, 1986-1990), interpretata da Brigit Wilson.
- Rebecca Sims (18 episodi, 1986-1990), interpretata da Wendy Lyon.
- Mary McTavish (14 episodi, 1986-1990), interpretato da Rosemary Dunsmore.
- Will Forrester (9 episodi, 1986-1990), interpretato da Geordie Johnson.
- Maddie Todd (7 episodi, 1986-1988), interpretato da Robin Craig.
- Ox (6 episodi, 1986-1990), interpretato da Jeremy Ratchford.
- Gabrielle Leger (6 episodi, 1986), interpretata da Julien Poulin.
- Thomas Logan (5 episodi, 1990), interpretato da Thomas Anderson-Barker.
- Andrew Ogilvy (4 episodi, 1986-1988), interpretato da Stuart Mungall.
- Charlotte Logan (4 episodi, 1990), interpretata da Barbara Kyle.
- Jack Ames (4 episodi, 1986-1989), interpretato da Frank Moore.
- Charles Burnett (4 episodi, 1986-1990), interpretato da Michael Fletcher.

### Guest star
Tra le guest star: Michele Scarabelli, Tom Jackson, Geraint Wyn Davies, Maureen Beattie, Gerard Plunkett, Marti Maraden, Heather Kjollesdal, Simon Reynolds, Conrad Coates, Ardon Bess, Christopher Barry, Susannah Hoffman, Catherine Disher, Colin Mochrie, Lynne Cormack, Laura Press, Simon Bradbury, Graham Greene, Colin MacPherson, Neil Clifford, Robin Craig, Brian Stittle, Denis Lacroix, Monique Mojica, Kate Trotter, Tantoo Cardinal, Rosemary Dunsmore.

## Produzione
La serie fu prodotta da Settler Film Productions, Téléfilm Canada, CTV Television Network, Scottish Television Enterprises e Fremantle International. Le musiche furono composte da Lawrence Shragge e Glenn Morley.

### Registi
Tra i registi della serie sono accreditati:
- George Bloomfield in 12 episodi (1986-1988)
- Steve DiMarco in 9 episodi (1988-1990)
- Timothy Bond in 7 episodi (1986-1988)
- Joseph L. Scanlan in 6 episodi (1986)
- Ken Girotti in 5 episodi (1989-1990)
- Don Haldane in 4 episodi (1986-1988)
- Don McCutcheon in 3 episodi (1988-1990)
- Peter Rowe in 3 episodi (1988-1989)
- Brian Lighthill in 3 episodi (1988)
- Harvey Frost in 3 episodi (1989-1990)
- Sturla Gunnarsson in 3 episodi (1990)
- Carlo Liconti in 3 episodi (1990)
- Leonard White in 2 episodi (1986)
- Donald Shebib in 2 episodi (1988-1990)
- Eleanor Lindo in 2 episodi (1989)
- Allan Kroeker in 2 episodi (1990)
- Jim McCann in 2 episodi (1990)
- Paul Shapiro in 2 episodi (1990)
- Cedric Smith
- Malcolm Stoddard

### Sceneggiatori
Tra gli sceneggiatori della serie sono accreditati:
- Charles E. Israel in 27 episodi (1986-1989)
- Peter Mitchell in 16 episodi (1988-1990)
- Michael Mercer in 11 episodi (1986-1990)
- Paul Aitken in 10 episodi (1988-1990)
- Jana Veverka in 7 episodi (1986-1989)
- Ann MacNaughton in 7 episodi (1986)
- Susan Snooks in 7 episodi (1990)
- Suzette Couture in 6 episodi (1986-1990)
- Glenn Norman in 5 episodi (1986-1989)
- Allan Prior in 5 episodi (1986-1988)
- Christine Foster in 3 episodi (1988-1989)
- Scott Barrie in 3 episodi (1990)
- Timothy Bond in 3 episodi (1990)
- Peter Jobin in 3 episodi (1990)
- Charles Lazer in 2 episodi (1986)
- D.A. Nathan in 2 episodi (1986)
- Marc Strange in 2 episodi (1986)
- M. Charles Cohen in 2 episodi (1988)
- Bill Gough in 2 episodi (1989-1990)
- Bonnie Buxton in 2 episodi (1989)
- Robert Forsyth in 2 episodi (1989)
- Helen Sutherland in 2 episodi (1989)
- Paul Ledoux in 2 episodi (1990)

## Distribuzione
La serie fu trasmessa in Canada dal 4 aprile 1986 al 26 agosto 1990 sulla rete televisiva CTV Television Network. In Italia è stata trasmessa dal 1988 su Canale 5 con il titolo I Campbell.
Alcune delle uscite internazionali sono state:
- in Canada il 4 aprile 1986 (The Campbells)
- nel Regno Unito (The Campbells)
- in Germania Ovest (Die Campbells)
- in Italia (I Campbell)

## Episodi
| Stagione         | Episodi | Prima TV Canada | Prima TV Italia |
| ---------------- | ------- | --------------- | --------------- |
| Prima stagione   | 22      | 1986            |                 |
| Seconda stagione | 30      | 1988-1989       |                 |
| Terza stagione   | 26      | 1989-1990       |                 |
| Quarta stagione  | 22      |                 |                 |